# Ana Gabriel

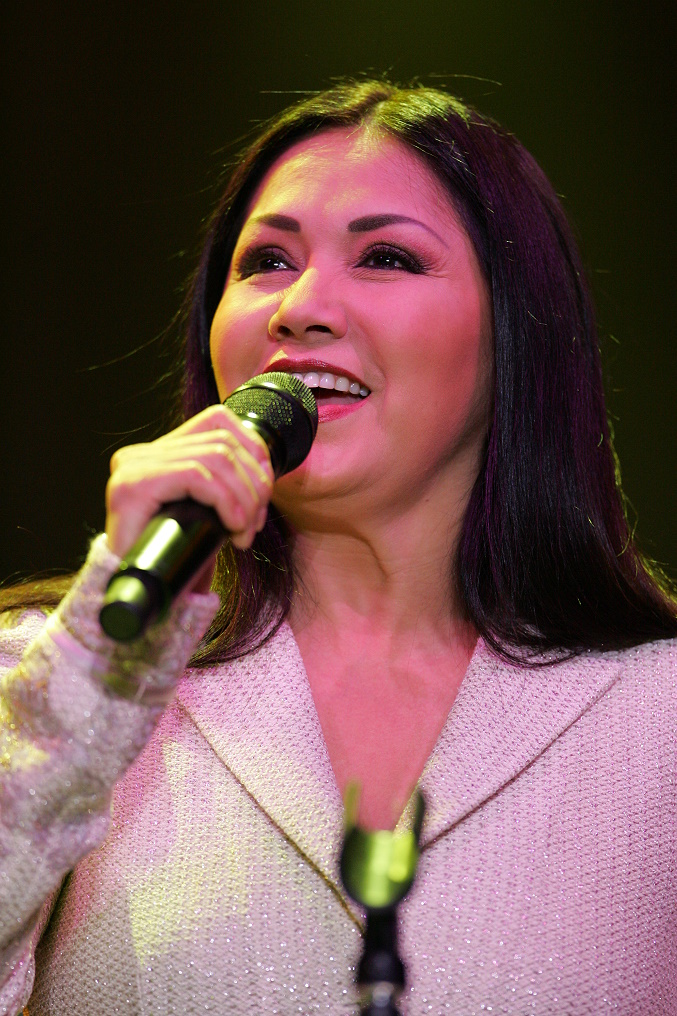
Ana Gabriel live (2006)

María Guadalupe Araujo Yong (* 10. Dezember 1955 in Guamúchil, Sinaloa), besser bekannt unter ihrem Künstlernamen Ana Gabriel, ist eine mexikanische Singer-Songwriterin und Schauspielerin. Ihr mütterlicher Familienname Yong ist chinesischer Herkunft und stammt vom Großvater, der Chinese war.

## Leben
Die 1,63 Meter große Ana Gabriel brachte 1985 mit Un Estilo ihr erstes Album heraus. Ihren ersten Fernsehauftritt hatte sie 1993 in der Episode Come Fly with Me der Serie Überflieger (Originaltitel: Wings), ihren ersten Filmauftritt in dem 1995 uraufgeführten Kinofilm Bad Heat – Highway des Todes (The Nature of the Beast). 1999 wirkte sie noch einmal in einem Kinofilm mit, als sie in Tief wie der Ozean (The Deep End of the Ocean) an der Seite von Michelle Pfeiffer, Treat Williams und Whoopi Goldberg eine (wie in ihrem ersten Kinofilm ebenfalls nur kleine) Nebenrolle spielte. Ansonsten trat sie lediglich in Fernsehserien auf, von denen die 2003 ausgestrahlte mexikanische Reality-Show ¡Ay, amor! ihre letzte Berührung mit der Filmwelt war. Denn Ana Gabriel ist in erster Linie Sängerin und brachte im Laufe ihrer Karriere mehr als zwanzig Musikalben heraus. Zu ihren bekanntesten Liedern zählen unter anderem (in alphabetischer Reihenfolge) Ahora (Ya es muy tarde), A Pesar de Todos, Ay Amor, Cómo Olvidar, Destino, El Cigarrillo, Eres todo en mi, Es Demasiado Tarde, Evidencias, Luna, Mi Talismán, No Entiendo, No te hago falta, Que Nos Paso, Quién como tú, Simplemente Amigos, Tu lo decidiste und Y Aquí Estoy.

## Diskografie
Der folgende Abschnitt berücksichtigt alle Soloalben der Künstlerin (einschließlich der Live-Alben), aber nur ihre wichtigsten „Best-of“-Alben:

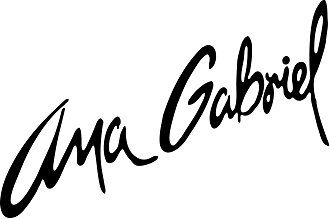
Logo der Künstlerin

### Studioalben
| Jahr | Titel                               | Höchstplatzierung, Gesamtwochen, AuszeichnungChartplatzierungen (Jahr, Titel, Platzierungen, Wochen, Auszeichnungen, Anmerkungen) | Höchstplatzierung, Gesamtwochen, AuszeichnungChartplatzierungen (Jahr, Titel, Platzierungen, Wochen, Auszeichnungen, Anmerkungen) | Höchstplatzierung, Gesamtwochen, AuszeichnungChartplatzierungen (Jahr, Titel, Platzierungen, Wochen, Auszeichnungen, Anmerkungen) | Anmerkungen                                             |
| Jahr | Titel                               | US | Latin | MX | Anmerkungen                                             |
| ---- | ----------------------------------- | --- | --- | --- | ------------------------------------------------------- |
| 1992 | Personalidad: 20 Exitos             | — | Latin40 (8 Wo.)Latin | — | Kompilation Charteinstieg in US-Latin erst 2003         |
| 1993 | The Best                            | — | Latin20 ×2Doppelplatin · (46 Wo.)Latin                                                                                            | — | Kompilation                                             |
| 1993 | Luna                                | — | Latin9 ×2Doppelplatin · (30 Wo.)Latin                                                                                             | MX— PlatinMX | Erstveröffentlichung: 9. November 1993                  |
| 1994 | Ayer Y Hoy                          | — | Latin6 ×2Doppelplatin · (35 Wo.)Latin                                                                                             | MX— ×3DreifachgoldMX | Erstveröffentlichung: 30. August 1994                   |
| 1995 | Joyas De Dos Siglos                 | — | Latin12 ×2Doppelplatin · (23 Wo.)Latin                                                                                            | MX— ×3DreifachgoldMX |                                                         |
| 1996 | Vivencias                           | — | Latin28 Platin · (15 Wo.)Latin | MX— GoldMX |                                                         |
| 1997 | Con Un Mismo Corazón                | — | Latin7 ×2Doppelplatin · (39 Wo.)Latin                                                                                             | MX— ×2DoppelgoldMX | Erstveröffentlichung: 28. Oktober 1997                  |
| 1998 | ...En La Plaza De Toros             | — | Latin37 ×2Doppelplatin · (6 Wo.)Latin                                                                                             | MX— ×2DoppelgoldMX | Livealbum                                               |
| 1999 | Soy Como Soy                        | — | Latin19 Platin · (10 Wo.)Latin | MX— GoldMX | Erstveröffentlichung: 27. April 1999                    |
| 2000 | Eternamente                         | — | Latin23 Platin · (13 Wo.)Latin | MX— GoldMX | Erstveröffentlichung: 4. April 2000                     |
| 2000 | 30 Grandes Exitos                   | — | Latin31 Platin · (27 Wo.)Latin | — | Kompilation                                             |
| 2001 | Huelo A Soledad                     | — | Latin26 Platin · (25 Wo.)Latin | — | Erstveröffentlichung: 18. September 2001                |
| 2003 | Dulce y Salado                      | — | Latin27 (14 Wo.)Latin | — |                                                         |
| 2004 | Tradicional                         | — | Latin30 (10 Wo.)Latin | — | Erstveröffentlichung: 14. September 2004                |
| 2005 | Historia De Una Reina               | US173 (10 Wo.)US | Latin5 Platin · (88 Wo.)Latin | — | Erstveröffentlichung: 2. August 2005 Kompilation        |
| 2005 | Dos Amores Un Amante                | — | Latin22 (37 Wo.)Latin | — | Erstveröffentlichung: 5. Dezember 2005                  |
| 2006 | La Reina Canta a Mexico             | US166 (1 Wo.)US | Latin9 (33 Wo.)Latin | MX— PlatinMX | Erstveröffentlichung: 31. Oktober 2006 Kompilation      |
| 2007 | Canciones de Amor                   | — | Latin52 (6 Wo.)Latin | — |                                                         |
| 2007 | Arpeggios de amor                   | — | Latin50 (4 Wo.)Latin | MX75 (2 Wo.)MX | Erstveröffentlichung: 25. September 2007                |
| 2007 | Los Gabriel... Simplemente Amigos   | US192 (1 Wo.)US | Latin9 (39 Wo.)Latin | MX30 (18 Wo.)MX | Erstveröffentlichung: 7. November 2007 mit Juan Gabriel |
| 2008 | Los Gabriel...Cantan A Mexico       | US119 (10 Wo.)US | Latin3 (34 Wo.)Latin | MX62 (6 Wo.)MX | Erstveröffentlichung: 25. März 2008 mit Juan Gabriel    |
| 2008 | Los Gabriel... Para Ti              | — | Latin32 (11 Wo.)Latin | — | Erstveröffentlichung: 29. April 2008 mit Juan Gabriel   |
| 2009 | Lo esencial de Ana Gabriel          | — | — | MX22 (16 Wo.)MX | Erstveröffentlichung: 16. Januar 2009                   |
| 2009 | Renacer: Homenaje a Lucha Villa     | — | — | MX49 (14 Wo.)MX |                                                         |
| 2013 | Un Mariachi En Altos de Chavon      | — | Latin18 (10 Wo.)Latin | — | Erstveröffentlichung: 1. April 2013 Livealbum           |
| 2013 | Altos de Chavon: El Concierto       | — | Latin33 (6 Wo.)Latin | MX— GoldMX | Livealbum                                               |
| 2013 | Frente a Frente                     | — | Latin24 (40 Wo.)Latin | — | Erstveröffentlichung: 13. August 2013 mit Juan Gabriel  |
| 2014 | Mexicanisimo                        | — | Latin48 (2 Wo.)Latin | — |                                                         |
| 2014 | Con Todo Mi Corazon...              | — | Latin21 (2 Wo.)Latin | — | mit Juan Gabriel & Rocío Dúrcal                         |
| 2015 | Mi Regalo, Mis Numero 1...          | — | Latin12 (77 Wo.)Latin | — |                                                         |
| 2015 | Juan Gabriel... El Divo y Sus Divas | — | Latin3 (45 Wo.)Latin | — | Erstveröffentlichung: 31. Juli 2015                     |

grau schraffiert: keine Chartdaten aus diesem Jahr verfügbar
Weitere Alben
- 1985: Un Estilo
- 1986: Sagitario (MX: Platin)
- 1987: Pecado Original (MX: Platin)
- 1988: Tierra de Nadie (MX: ×5Fünffachgold )
- 1989: Quién como tú (MX: ×2Doppelplatin )
- 1990: En Vivo (Livealbum, US: ×2Doppelplatin (Latin) , MX: Diamant)
- 1991: Mi México (US: ×4Vierfachplatin (Latin) , MX: ×7Siebenfachgold )
- 1992: Silueta (US: Platin (Latin), MX: Platin)
- 2009: Renacer...Homenaje A Lucha Villa
- 2015: Interpreta A Juan Gabriel

### Singles
| Jahr | Titel Album                               | Höchstplatzierung, Gesamtwochen, AuszeichnungChartplatzierungen (Jahr, Titel, Album, Platzierungen, Wochen, Auszeichnungen, Anmerkungen) | Höchstplatzierung, Gesamtwochen, AuszeichnungChartplatzierungen (Jahr, Titel, Album, Platzierungen, Wochen, Auszeichnungen, Anmerkungen) | Anmerkungen             |
| Jahr | Titel Album                               | Latin | MX | Anmerkungen             |
| ---- | ----------------------------------------- | --- | --- | ----------------------- |
| 1986 | Malvado Sagitario                         | Latin48 (1 Wo.)Latin | — |                         |
| 1988 | Ay Amor Pecado Original                   | Latin1 (43 Wo.)Latin | — |                         |
| 1988 | Pecado Original                           | Latin14 (22 Wo.)Latin | — |                         |
| 1989 | Es El Amor Que Llega Tierra De Nadie      | Latin5 (27 Wo.)Latin | — |                         |
| 1989 | Simplemente Amigos Tierra De Nadie        | Latin1 (29 Wo.)Latin | MX— ×7Diamant + SiebenfachgoldMX |                         |
| 1989 | No Digas No Tierra De Nadie               | Latin6 (18 Wo.)Latin | — |                         |
| 1990 | Hice Bien Quererte Quién como tú          | Latin14 (17 Wo.)Latin | — |                         |
| 1990 | Soledad Quién como tú                     | Latin2 (12 Wo.)Latin | — |                         |
| 1990 | Quién como tú                             | Latin1 (22 Wo.)Latin | MX— ×3Diamant + DreifachplatinMX |                         |
| 1990 | Ni Un Roce Quién como tú                  | Latin4 (20 Wo.)Latin | — |                         |
| 1990 | Es Demasiado Tarde –                      | Latin1 (28 Wo.)Latin | MX— Diamant + PlatinMX |                         |
| 1991 | Cosas del Amor                            | Latin1 (24 Wo.)Latin | — | mit Vikki Carr          |
| 1991 | Destino En Vivo                           | Latin10 (23 Wo.)Latin | — |                         |
| 1991 | Ahora Mi Mexico                           | Latin2 (19 Wo.)Latin | — |                         |
| 1992 | Mi Gusto Es Mi Mexico                     | Latin10 (18 Wo.)Latin | — |                         |
| 1992 | Sin Problemas Mi Mexico                   | Latin12 (12 Wo.)Latin | — |                         |
| 1992 | Evidencias Silueta                        | Latin1 (19 Wo.)Latin | — |                         |
| 1992 | Silueta                                   | Latin9 (13 Wo.)Latin | — |                         |
| 1993 | Todavia Tenemos Tiempo Silueta            | Latin6 (13 Wo.)Latin | — |                         |
| 1993 | Tu Y Yo Silueta                           | Latin5 (15 Wo.)Latin | — |                         |
| 1993 | Amor Callado –                            | Latin20 (10 Wo.)Latin | — | mit Rocio Jurado        |
| 1993 | Hay Que Hablar Silueta                    | Latin36 (2 Wo.)Latin | — |                         |
| 1994 | Luna                                      | Latin1 (21 Wo.)Latin | — |                         |
| 1994 | Hablame De Frente Luna                    | Latin5 (14 Wo.)Latin | — |                         |
| 1994 | Estas Emociones Luna                      | Latin15 (8 Wo.)Latin | — |                         |
| 1994 | Tu Lo Decidiste Ayer y Hoy                | Latin4 (17 Wo.)Latin | — |                         |
| 1995 | Como Agua Para Chocolate Ayer y Hoy       | Latin24 (5 Wo.)Latin | — |                         |
| 1995 | No Tengo Dinero Ayer y Hoy                | Latin30 (2 Wo.)Latin | — |                         |
| 1998 | A Pesar De Todos Con Un Mismo Corazón     | Latin2 (35 Wo.)Latin | — |                         |
| 1998 | Con Un Mismo Corazón                      | Latin38 (1 Wo.)Latin | — | feat. Vicente Fernández |
| 1998 | Paz En Este Amor Con Un Mismo Corazón     | Latin35 (1 Wo.)Latin | — |                         |
| 1999 | Me Equivoque Contigo Con Un Mismo Corazón | Latin21 (7 Wo.)Latin | — |                         |
| 1999 | Si Me Faltaras Soy Como Soy               | Latin30 (7 Wo.)Latin | — |                         |
| 2002 | Huelo A Soledad                           | Latin8 (26 Wo.)Latin | — |                         |
| 2006 | Sin Tu Amor –                             | Latin30 (10 Wo.)Latin | — |                         |
| 2007 | Y Aqui Estoy –                            | Latin31 (12 Wo.)Latin | — | mit K-Paz De La Sierra  |
| 2007 | Te Dire Arpeggios de amor                 | Latin50 (1 Wo.)Latin | — |                         |

grau schraffiert: keine Chartdaten aus diesem Jahr verfügbar
Weitere Singles
- 1986: Mar y Arena (MX: Platin)
- 1991: Mi Talismán (MX: ×4Vierfachplatin )
- 1996: No te hago falta (MX: ×3Dreifachgold )

## Auszeichnungen für Musikverkäufe
| Goldene Schallplatte - Argentinien - 2001: für das Album 30 Grandes Exitos - Spanien - 1999: für das Album Soy Como Soy - 2001: für das Album 30 Grandes Exitos | Platin-Schallplatte - Argentinien - 1990: für das Album En Vivo |

Anmerkung: Auszeichnungen in Ländern aus den Charttabellen bzw. Chartboxen sind in ebendiesen zu finden.
| Land/RegionAuszeichnungen für Musikverkäufe (Land/Region, Auszeichnungen, Verkäufe, Quellen) | Gold       | Platin       | Diamant     | Verkäufe  | Quellen             |
| -------------------------------------------------------------------------------------------- | ---------- | ------------ | ----------- | --------- | ------------------- |
| Argentinien (CAPIF)                                                                          | Gold1      | Platin1      | —           | 80.000    | capif.org.ar        |
| Mexiko (AMPROFON)                                                                            | 14× Gold14 | 27× Platin27 | 4× Diamant4 | 7.160.000 | amprofon.com.mx     |
| Spanien (Promusicae)                                                                         | 2× Gold2   | —            | —           | 100.000   | elportaldemusica.es |
| Vereinigte Staaten (RIAA)                                                                    | —          | 25× Platin25 | —           | 1.500.000 | riaa.com            |
| Insgesamt                                                                                    | 17× Gold17 | 53× Platin53 | 4× Diamant4 |           |                     |

## Filmografie (Auswahl)

### Filme
- 1995: Bad Heat – Highway des Todes (OT: The Nature of the Beast)
- 1999: Tief wie der Ozean (The Deep End of the Ocean)

### Fernsehserien
- 1993: Überflieger: Come Fly with Me
- 1995: Ned & Stacey: Sex, Lies and Commercials
- 1998: Caroline in the City: Caroline and the Secret Bullfighter: Part 2
- 1998: Melrose Place: The Rumor Whisperer
- 2003: Malcolm mittendrin: Academic Octathlon
- 2003: New York Cops – NYPD Blue: Marine Life